# Chen Kaige
Chen Kaige (født 12. august 1952 i Beijing, Kina) er en kinesisk filminstruktør, og tilhører den såkaldte "femte generation" af instruktører, debuterede med filmen Den gule jord (1984). Farvel min konkubine (1993), med den kvindelige stjerne Gong Li, blev et internationalt gennembrud, og han har siden instrueret bl.a. Temptress Moon (1996) og Kejseren og attentatmanden (1999), også disse med Gong Li.